# Monotagma vaginatum
Monotagma vaginatum là một loài thực vật có hoa trong họ Marantaceae. Loài này được Hagberg mô tả khoa học đầu tiên năm 1990.